# 매직아치
《매직아치》(영어: Magic Arch 3D)는 러시아에서 제작된 바실리 로벤스키 감독의 2020년 애니메이션, 코미디 영화이다.

## 출연

### 주연
- 스티븐 토마스 오츠너 : 델피 역 (목소리)
- 세르게이 메드베데프 : 젭 역 (목소리)
- 리자 킬모바 : 리아 역 (목소리)

### 조연
- 브루스 그랜트 : 옥타비안 역 (목소리)
- 데이빗 그라우트 : 알파 / 닉 역 (목소리)